# Pachystropheus
Pachystropheus – rodzaj wymarłego zauropsyda żyjącego w późnym triasie (retyk). Jego szczątki odnaleziono w południowo-zachodniej Anglii. Jego szczątki opisała Erika von Huene w 1935. Zostało to przeoczone, a ponownego opisu dokonali Storrs i Gower w 1993. Autorzy ci sklasyfikowali Pachystropheus jako przedstawiciela kladu Choristodera; jeśli jego przynależność do tej grupy zostałaby potwierdzona, byłby on najstarszym znanym przedstawicielem Choristodera, starszym o 45 milionów lat od środkowojurajskiego rodzaju Cteniogenys, i dowodziłby istnienia tej grupy już w triasie. Ich wnioski zostały jednak zakwestionowane przez Evans i Hechta (1993), zdaniem których cechy morfologiczne, które Storrs i Gower uznali za dowodzące przynależności Pachystropheus do Choristodera, są w rzeczywistości spotykane u wielu innych wodnych lub ziemnowodnych grup gadów. Evans i Manabe (1999) przeprowadzili analizę kladystyczną, z której wynika, że Pachystropheus był przedstawicielem Choristodera i taksonem siostrzanym do japońskiego rodzaju Shokawa; autorzy podkreślili jednak, że taka pozycja filogenetyczna Pachystropheus nie jest pewna. Także Renesto (2005) uznał przynależność Pachystropheus do Choristodera za niepotwierdzoną; stwierdził też występowanie podobieństw w budowie szkieletu pozaczaszkowego między Pachystropheus a rodzajem Endennasaurus zaliczanym do grupy Thalattosauria, choć nie przesądzał, czy owe podobieństwa są dowodem bliskiego pokrewieństwa Pachystropheus z Endennasaurus czy też są jedynie rezultatem konwergencji.
Według Duffina (1978) P. rhaeticus najprawdopodobniej jest młodszym synonimem gatunku Rysosteus oweni, którego holotypem jest pojedynczy kręg odkryty niedaleko Aust na południowym zachodzie Anglii (rodzaj Rysosteus opisał w 1842 r. Richard Owen, nie nadając mu jednak epitetu gatunkowego; dopiero w 1890 r. Arthur Woodward i Charles Sherborn ustanowili dla niego epitet gatunkowy oweni). Według Storrsa (1994) nie można jednak potwierdzić, że R. oweni i P. rhaeticus to ten sam gatunek, gdyż holotyp R. oweni zaginął, a opis Owena nie jest na tyle dokładny, by umożliwić porównania; stąd autor utrzymał Pachystropheus jako odrębny rodzaj, jednocześnie uznając R. oweni za nomen dubium.